# Uroleucon pseudambrosiae
Uroleucon pseudambrosiae är en insektsart som först beskrevs av Olive 1963.  Uroleucon pseudambrosiae ingår i släktet Uroleucon och familjen långrörsbladlöss. Inga underarter finns listade i Catalogue of Life.